# Boter, klaas en prijzen
Boter, Klaas en Prijzen was een Nederlands radiospelprogramma op Hilversum 3 dat sinds de TROS als A-omroep mocht uitzenden, vanaf donderdag 3 oktober 1974 was te beluisteren elke donderdagmiddag tussen 12:00 en 14:00 uur. Het programma werd voor het laatst op 12 juli 1979 uitgezonden en vervangen door Vijftig pop of een envelop.
De presentator was Klaas Vaak, alias Tom Mulder die ook het nieuwe Vijftig pop ging presenteren.
In dit programma werd het spelletje Hoe vaker, hoe beter gespeeld. Hierin moesten drie kandidaten zo veel mogelijk vragen beantwoorden over popmuziek. Degene die de meeste vragen goed had, won een draagbare radiocassetterecorder.
Tune van het programma was Mr. Tambourine Man van de Golden Gate Strings uit 1965.